# Vila Malfoyevih (Harry Potter)
Vila Malfoyevih (eng. Malfoy Manor) je obiteljska vila iz serijala knjiga o Harryju Potteru. U vili živi obitelj Malfoy, i kako se da vidjeti u 7. dijelu knjige, tamo živi i Bellatrix Lestrange.[HP7]
Vila se prvi put pojavljuje u knjizi Harry Potter i Darovi smrti.
U ovoj vili je živio kućni vilenjak Dobby, kojeg je Harry Potter oslobodio tako što je u ruke gospodinu Malfoyu dao dnevnik Toma Riddlea, a on ga je dao Dobbyju. U dnevniku je bila jedna čarapa, a pružanjem odjeće Dobbyju, on je oslobođen obveze služenja obitelji Malfoy. Lucius je na Harryja pokušao baciti smrtonosnu kletvu Avadu Kedavru ali ga je Dobby spriječio. Nije poznato jesu li su Malfoyevi našli novog kućnog vilenjaka.
Vjerojatno je u ovoj vili Kreacher izbrbljao Bellatrix Lestrange sve o Redu feniksa.
Od 1995. godine, vila je sjedište lorda Voldemorta i smrtonoša.